# Rosa Liksom
Anni Ylävaara, conocida con el seudónimo de Rosa Liksom, (Ylitornio, 7 de enero de 1958) es una escritora y artista visual finlandesa. 
Es una de las escritoras modernas más importantes de Finlandia y la primera escritora finlandesa que empezó a escribir en idioma meänkieli. Es una gran personalidad cultural, activa como artista, dramaturga y dibujante. Sus realizaciones incluyen novelas, cuentos, historietas, libros infantiles, obras de teatro, además de pinturas y largometrajes. Sus obras literarias se han traducido a decenas de idiomas. En 2011 obtuvo el prestigioso Premio Finlandia por su novela Compartimiento N.o 6, en 2013 recibió la Medalla Pro Finlandia, y en 2020, el Premio Nórdico de la Academia Sueca.

## Biografía
Creció en el pueblo de Lohijärvi, del municipio lapón de Ylitornio, fronterizo con Suecia, donde sus familia se dedicaba a la agricultura y ganadería.
Asistió al liceo de Rovaniemi. En 1977 comenzó a estudiar etnología en Helsinki y Copenhague, posteriormente sociología en la Universidad Estatal de Moscú.
En Finlandia, trabajó temporalmente en una fábrica de pescado, como barman, vendedora en un mercado de pulgas y redactora en jefe en una radio.

## Ámbito literario
Entre 1982 y 1986 vivió en la ciudad libre de Christiania, donde escribió sus primeras novelas.
Recibió algo de publicidad en relación con su trabajo debut, la colección de cuentos One Night's Stop (1985). En ese momento, se sabía poco sobre él. La segunda colección de cuentos, Forgotten Quarter'(1986), se publicó en la inauguración de su exposición en la Galerie Pelin. Vistió un uniforme militar, como varias apariciones en el evento, lo que la dejó sin identificar o imposibilitada para ser entrevistada. Las dos primeras colecciones de cuentos pueden leerse como descripciones de los desfavorecidos y los marginados. Su producción inicial fue recibida como documentos que describen la realidad finlandesa. En Paraísos del camino vacío (1989), BamaLama (1993) y Kreisland (1996) su estilo se convirtió en una parodia de los temas y formas de hablar de la producción anterior.
Sus obras literarias crearon el concepto de prosa corta, y continuó en el género con varias obras, ganando adeptos. Después de la quinta obra corta en prosa BamaLama, se apartó del género y escribió la novela Kreisland, que el crítico de Helsinki Sanomat, Antti Majander, pensó que le habría valido la nominación de Finlandia. La imagen de Rosa Liksom ha sido vista como una especie de obra de arte total, de la cual sus producciones son parte. En particular, Kreisland ha provocado tales interpretaciones. La imagen de la artista puede considerarse una analogía con la presentación en serie y autoparodista de su producción.
Su producción ha sido vista tanto como una descripción del folclore del norte de Finlandia como una parodia del mismo. Su escritura utiliza imágenes estereotipadas del lenguaje que caracterizan al Norte, que, sin embargo, vuelve a parodiar en su cabeza. El tema de la parodia en particular es el paisaje del norte a imagen de la melancolía moderna. Se ha argumentado que este cambio no se notó de inmediato, ya que Liksom fue criticada, entre otras cosas, por rechazar la ficción y la seriedad. Se ha descubierto que Liksom se ha separado del contexto nacional y del norte de Finlandia en su producción y ha recibido una especie de sello ciudadano global. Después de la novela Reitari (2002) sobre un artista de Laponia, Reidar Särestöniemi, Liksom ha vuelto una vez más a una «prosa corta parecida a una luz estroboscópica» con su colección de cuentos Maa (2006).
Recibió el Premio J. H. Erkko, un premio literario finlandés que se concedía anualmente entre 1964 y 1994 a la mejor ópera prima. Posteriormente el Premio Kalevi Jäntti. que es un premio literario entregado anualmente por la fundación Kalevi Jäntti para apoyar y alentar a jóvenes escritores cuya cuantía es de 14 700 euros (2005).

## Premios y reconocimientos
- 1985, Premio Juhana Heikki Erkko.
- 1987, Premio Kalevi Jäntti.
- 1987, Premio de literatura del Estado finlandés (Kirjallisuuden valtionpalkintoo).
- 1992, Premio de literatura del Estado finlandés.
- 2011, Premio Finlandia.
- 2013, Medalla Pro Finlandia.
- 2013, Nominación Premio Médicis extranjero (Francia).
- 2020, Premio Nórdico de la Academia Sueca
- 1987, Premio de Arte del Condado de Laponia.
- 1987, Premio EBU a la proyección de películas.
- 1991, Premio Wedge.
- 2006, Premio de reconocimiento de la Fundación Literaria WSOY.
- 2016, Premio Wedge.